# Galleria Nazionale di Palazzo Spinola
Galleria Nazionale di Palazzo Spinola (Galeria Narodowa w Palazzo Spinola) – muzeum sztuki, głównie włoskiej, mieszczące się w części Palazzo Spinola w Genui. Pierwotnie prywatna posiadłość arystokratyczna, pałac został w 1958 roku przekazany przez jego ostatnich właścicieli w darze państwu włoskiemu. W zbiorach muzeum znajdują się obrazy takich mistrzów jak: Antoon van Dyck, Joos van Cleve, Peter Paul Rubens, Valerio Castello, Il Grechetto, Gregorio De Ferrari, Luca Giordano, Antonello da Messina, Orazio Gentileschi, Filippo Parodi, Giulio Cesare Procaccini i Bernardo Strozzi.

## Historia
Pałac został zbudowany w 1593 roku przez Francesca Grimaldiego na pozostałościach średniowiecznego budynku. Później przeszedł w ręce rodu Pallavicino wraz z galerią obrazów z tej rodziny, powiększoną o dzieła prezentujące ówczesne trendy artystyczne, w tym prace lokalnych twórców. W 1734 roku pałac znalazł się w posiadaniu Maddaleny Doria, żony Nicolò Spinoli (od którego nazwiska pałac wziął swoją dzisiejszą nazwę). Nowa właścicielka dokonała renowacji budynku, której przykładem jest między innymi wystawna Galleria degli Specchi (Galeria Lustrzana).
W 1958 roku markizowie Francesco i Paolo Spinola przekazali  swoją posiadłość wraz z meblami i zbiorami sztuki państwu włoskiemu. Budynek w wyniku bombardowań II wojny światowej stracił dwa ostatnie piętra, które odbudowano we współczesnej formie. Zachowały się za to w oryginalnej postaci dwa reprezentacyjne piani nobili. Markizowie z donacją powiązali warunek utrzymania wyglądu zewnętrznego budynku na poziomie piani nobili. Na siedzibę muzeum przeznaczyli dwa piętra, odbudowane po wojnie. Utworzono na nich Galerię Państwową Ligurii (Galleria Nazionale della Liguria), otwartą dla publiczności w 1993 roku. Wśród licznych szesnastowiecznych domów, które zostały zachowane w historycznym centrum Genui, Palazzo Spinola jest dziś jedynym, w którym znajduje się muzeum. W jego pomieszczeniach przetrwała atmosfera genueńskiej arystokracji złotego wieku Republiki Genui, która kontrastuje z gwarem wąskich ulic handlowych wokół budynku, wpisanych w gęsty, średniowieczny układ urbanistyczny.

## Zbiory

### I piano nobile
Pomieszczenia pierwszego piano nobile prezentują XVII-wieczny wystrój, dla którego charakterystyczne jest użycie różnobarwnych marmurów i malarstwo iluzjonistyczne. Motywy artystyczne naśladują te, które znajdowały się na nieistniejącej już fasadzie pałacu, uwiecznionej przez Petera Paula Rubensa w jego książce poświęconej pałacom Genui. Do najcenniejszych obrazów, znajdujących się na tym piętrze należą, w pierwszym salonie: Pokłon pasterzy Baciccia, dwa pejzaże Il Grechetta, Zmartwychwstanie Chrystusa, przypisywany Domenicowi Tintoretto, Chwała św. Syrusa Giovanniego Battisty Carlone i w drugim salonie: obrazy Carlone, Portret Ansalda Pallavicina Antoona van Dycka, Portret kobiecy Bernarda Strozziego oraz kasetony liguryjskie z XVI–XVII wieku.

### II piano nobile
Hol drugiego piano nobile zdobią obrazy: Miłosierdzie rzymskie i Alegoria malarstwa Domenica Pioli, Podróż Abrahama Il Grechetta, Alegoria muzyki i Alegoria astronomii (lub architektury) Gregoria De Ferrari, Alegoria pokoju Luki Giordana. W pierwszym salonie, urządzonym na zamówienie przez Maddaleny Dorii Spinoli, znajduje się wystawna konsola z lustrem z 1734 roku. Ściany drugiego salonie zdobią obrazy: Miłość świecka i sakralna Guida Reniego, Objawienie się Chrystusa pobożnym niewiastom Luki Cambiasa, Zaślubiny Najświeższej Maryi Panny Valeria Castella i Nauka Najświętszej Maryi Panny Luki Giordana, a trzeciego: Ostatnia Wieczerza Giulia Cesare Procacciniego oraz Najświętsza Maryja Panna w modlitwie Joosa van Cleve. Na końcu piętra znajduje się Galeria Lustrzana, zaprojektowana przez Lorenza De Ferrari (także autora fresków i stiuków).
| Drugie piano nobile | Drugie piano nobile | Drugie piano nobile                   |
| ------------------- | ------------------- | ------------------------------------- |
|                     |                     |                                       |
| Hol                 | Drugi salon         | Lorenzo De Ferrari, Galeria Lustrzana |

### Galleria Nazionale della Liguria
Trzecie i czwarte piętro pałacu zajmuje Galleria Nazionale della Liguria, złożona z obrazów i wyrobów rękodzieła artystycznego, zakupionych do kolekcji przez państwo włoskie. Do najważniejszych arcydzieł należą: Portret Scypiona Clusone Jacopa Tintoretta, Portret szlachcianki z synem Antoona van Dycka, cztery putta Giambologni, Sprawiedliwość, wyrzeźbiona przez Giovanniego Pisana dla nagrobka Małgorzaty Brabanckiej, Portret konny Giovanniego Carla Dorii Petera Paula Rubensa, Ecce Homo Antonello da Messina, gzyms Filippa Parodiego przedstawiający mit Parysa, Ofiara Izaaka Orazia Gentileschiego, Portret Stefana Raggia Joosa van Cleve, Św. Katarzyna na tronie z wyznawcami Barnaby da Modena, Wniebowstąpienie Ludovica Brei i Kuszenie św. Antoniego, przypisywany tradycyjnie Pieterowi Brueghelowi młodszemu. Na najwyższym piętrze znajduje się kolekcja ceramiki oraz zastaw stołowych, należących do byłych właścicieli pałacu. Kolekcja wyrobów ze srebra w Galleria Nazionale di Palazzo Spinola jest świadectwem dekoracji domów arystokracji genueńskiej. Wśród eksponatów znajduje się talerz przedstawiający Odpłynięcie Kolumba z Palos, dzieło Matthiasa Meljina i dwa wazony Gio Aelbosca, również przedstawiające epizody z życia Krzysztofa Kolumba. Obaj ci artyści byli założycielami flamandzkich firm działających w Genui na początku XVII wieku. Wyroby ze srebra zostały zamówione do rezydencji przez miłośnika sztuki flamandzkiej, Ansalda Pallavicina, właściciela pałacu od 1650 roku.
Na dachu budynku urządzono taras z punktem widokowym na miasto.
Od 2012 roku jest również eksponowanych siedem dużych obrazów o treści mitologicznej, stworzonych przez Gregoria De Ferrari i jego syna Lorenza.

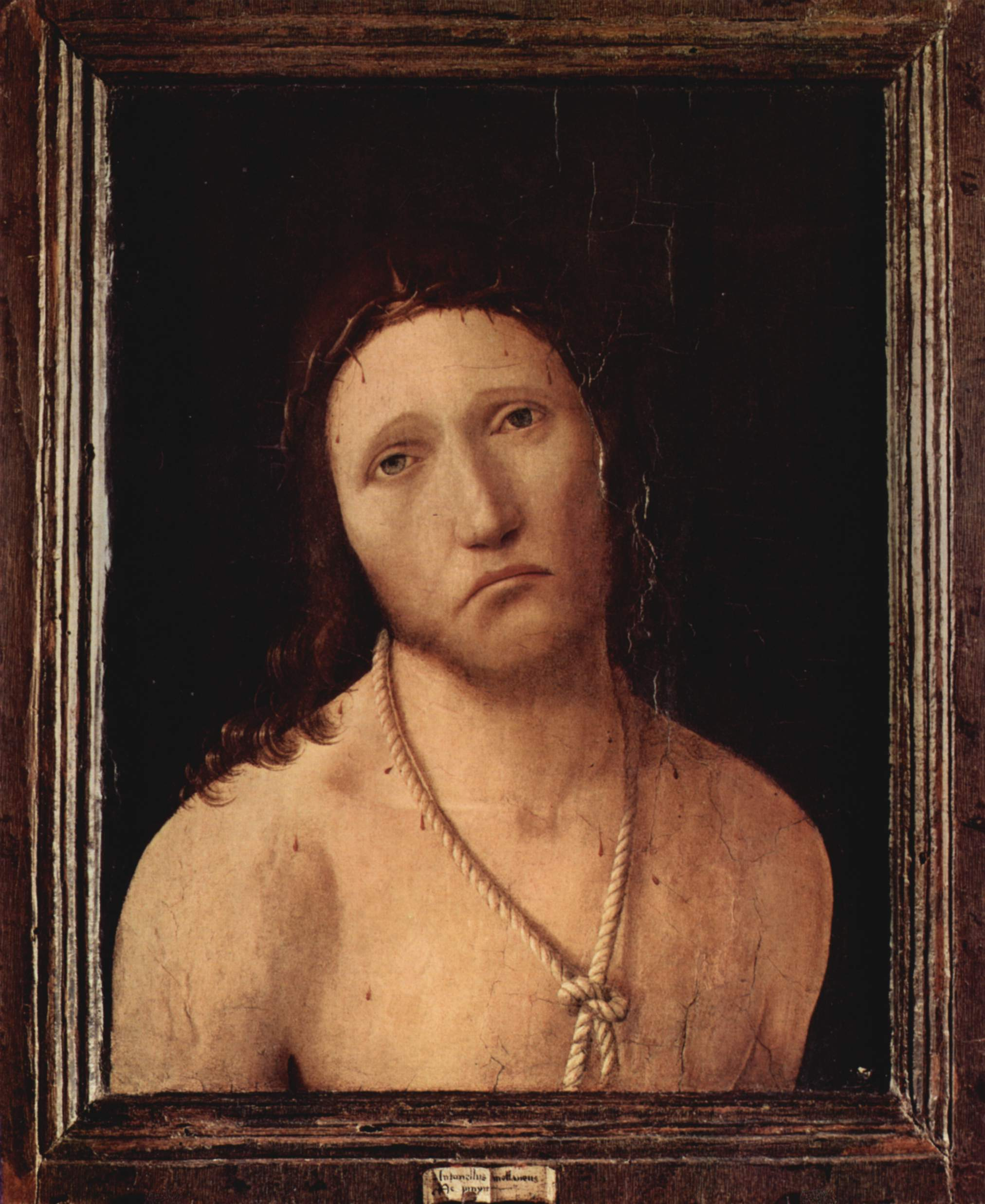
Antonello da Messina, Ecce Homo
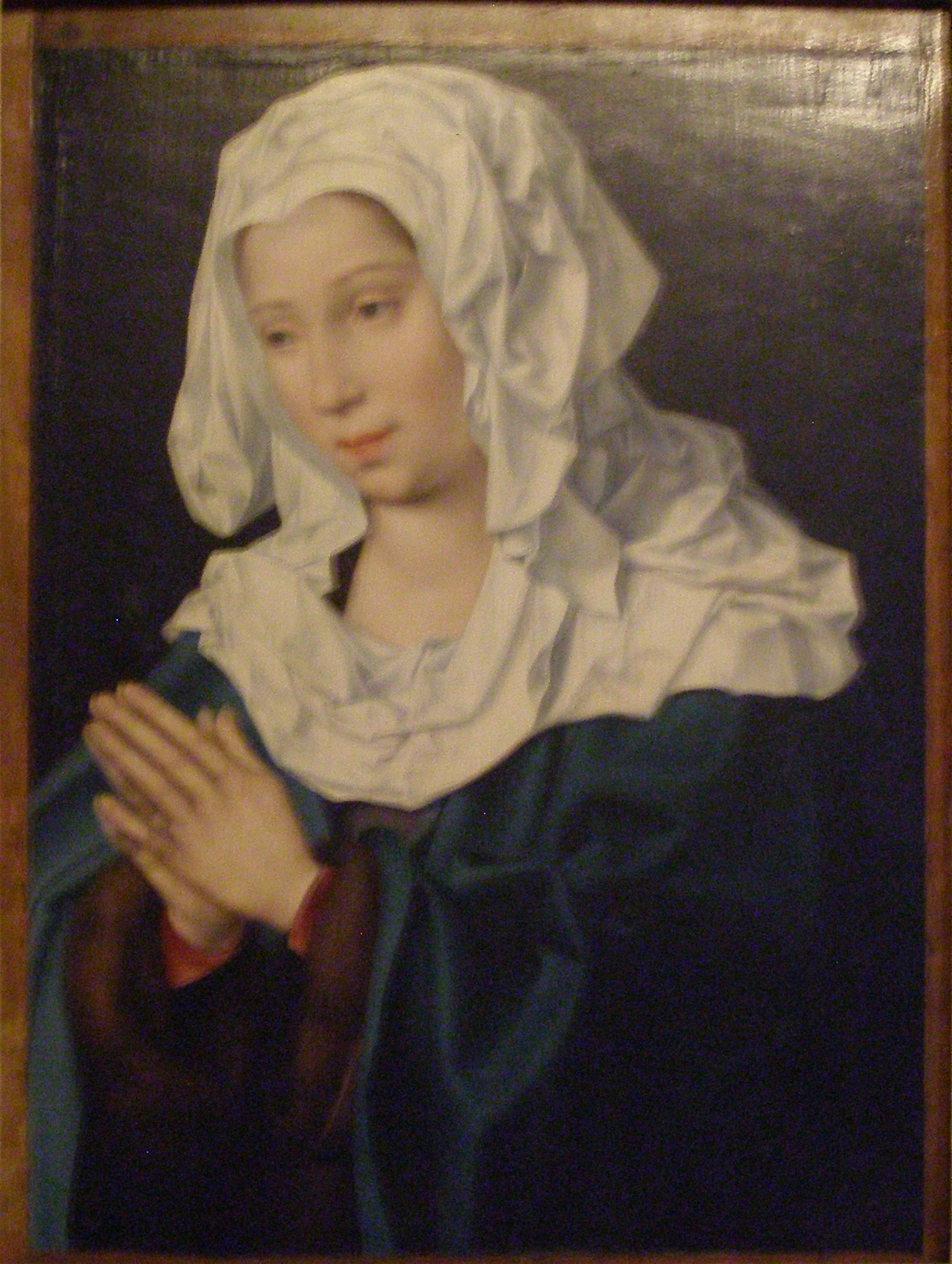
Joos van Cleve, Najświętsza Maryja Panna w modlitwie
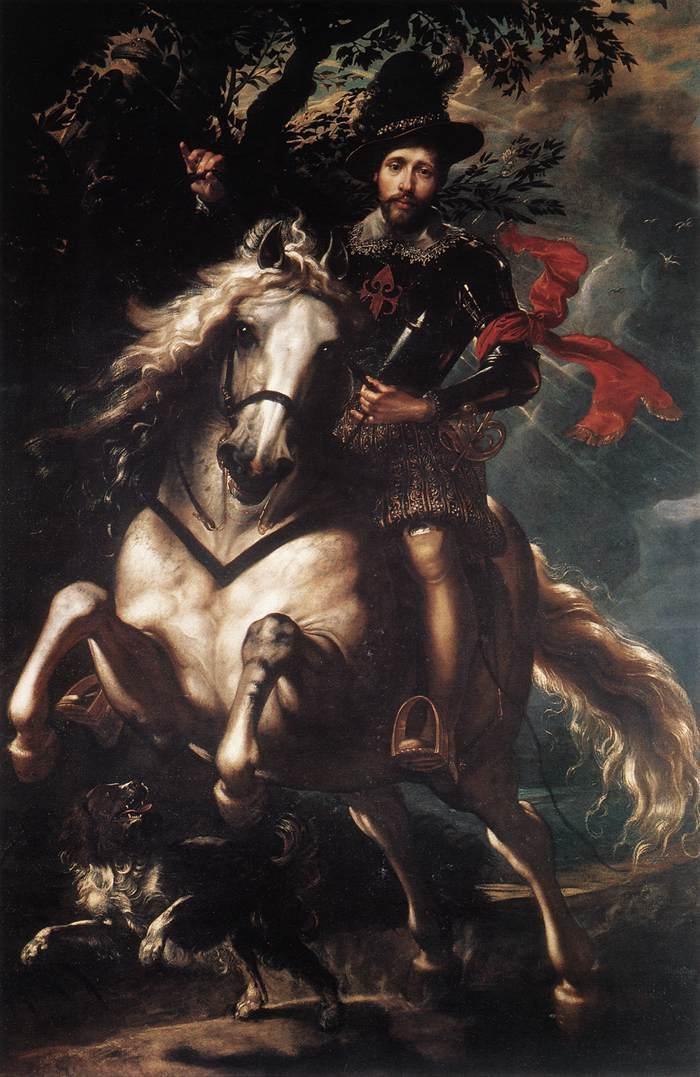
Peter Paul Rubens, Portret konny Giovanniego Carla Dorii
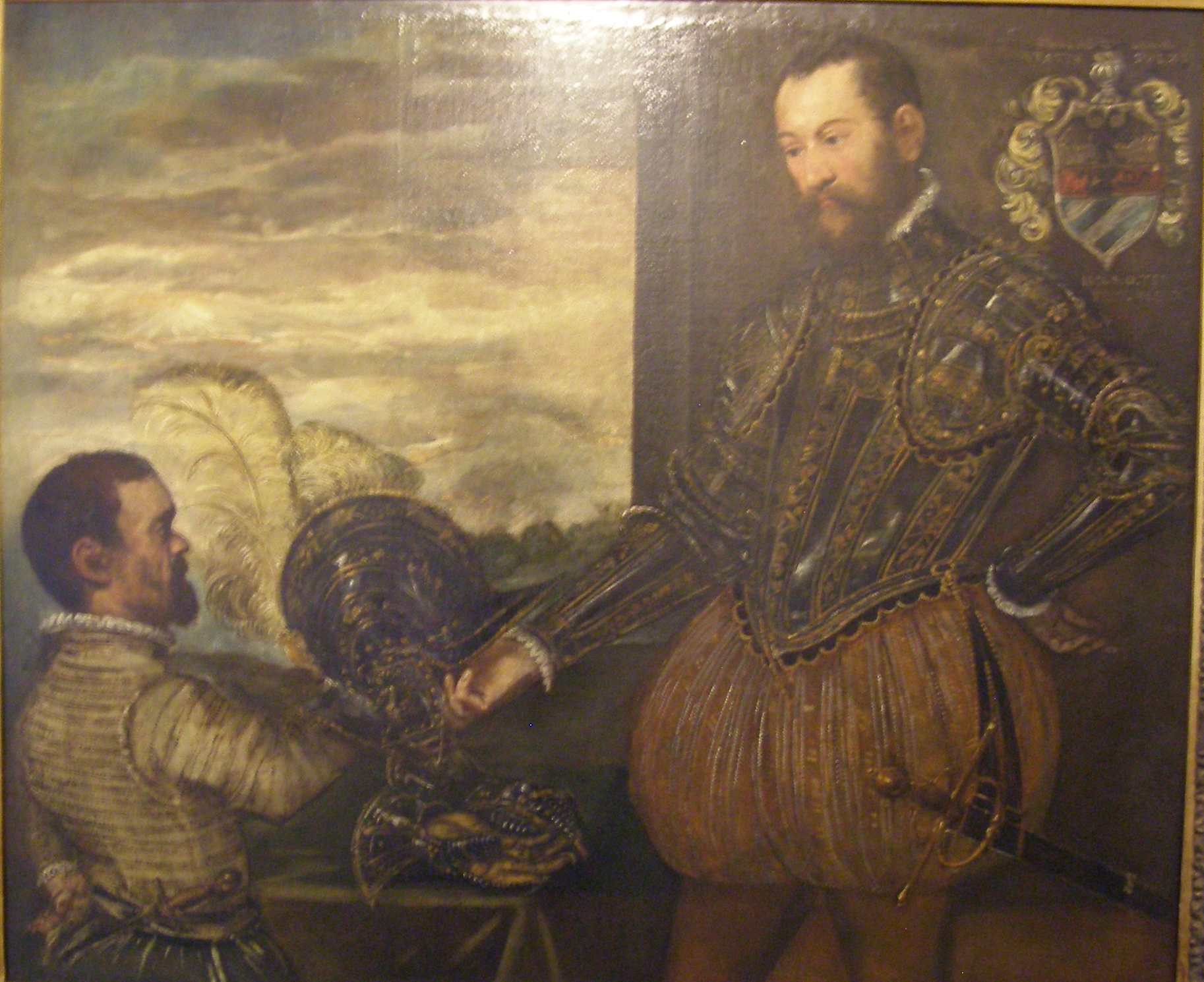
Jacopo Tintoretto, Portret Scypiona Clusone